# (4714) Toyohiro
(4714) Toyohiro est un astéroïde de la ceinture principale.

## Description
(4714) Toyohiro est un astéroïde de la ceinture principale. Il fut découvert le 29 septembre 1989 à Kitami par Tetsuya Fujii et Kazurō Watanabe. Il présente une orbite caractérisée par un demi-grand axe de 3,02 UA, une excentricité de 0,13 et une inclinaison de 9,8° par rapport à l'écliptique.

## Compléments